# Agios Markos
Agios Markos är en ort i Grekland.   Den ligger i prefekturen Nomós Kerkýras och regionen Joniska öarna, i den västra delen av landet, 400 km nordväst om huvudstaden Aten. Agios Markos ligger 116 meter över havet och antalet invånare är 257. Den ligger på ön Korfu.
Terrängen runt Agios Markos är kuperad åt nordväst, men åt sydost är den platt. Havet är nära Agios Markos åt sydost. Närmaste större samhälle är Korfu, 12,8 km sydost om Agios Markos. 